# 2000-es Formula–1 német nagydíj
A német nagydíj volt a 2000-es Formula–1 világbajnokság tizenegyedik futama.
Häkkinen a 4. rajtkockából az élre verekedte magát, de ehhez kellett az is, hogy Fisichella és M. Schumacher összeütközzön.
Így a 18. helyről rajtoló Barrichellónak kellett felzárkóznia, hogy megküzdhessen a McLarenekkel, a rajt után már 13. volt. A sok kiesőnek köszönhetően pár körön belül már a 4. helyen találta magát. Az ezüst nyilaknak már több mint fél perc előnyük volt Trullival szemben.
Egy néző beszaladt a pályára, ezért beküldték a biztonsági autót. Häkkinen előnye így a nullára csökkent. Coulthard pedig rengeteg pozíciót veszítve ezalatt jött ki kerékcserére. 
Pár körrel később Alesi és Diniz balesete miatt jött ki a biztonsági autó. Ekkor Häkkinen-Trulli-Barrichello volt a sorrend. Barrichello ezután megelőzte Trullit, aki később túllépte a bokszutcában megengedett sebességet, és 10 másodperces büntetést kapott. Pár körön belül leszakadt az ég, és mindenkinek ki kell jönnie intermediate-gumiért. Egy valaki nem jött ki, Barrichello. 
Häkkinen a boxból kijövet már 10 másodperces hátrányban volt a brazillal szemben, és ez a távolság meg is maradt kettőjük között.

## Futam
|    | Rsz. | Versenyző             | Csapat             | Körök | Idő/Kiesések | Start | Pontok |
| -- | ---- | --------------------- | ------------------ | ----- | ------------ | ----- | ------ |
| 1  | 4    | Rubens Barrichello    | Ferrari            | 45    | 1:25:34.418  | 18    | 10     |
| 2  | 1    | Mika Häkkinen         | McLaren-Mercedes   | 45    | +7.452       | 4     | 6      |
| 3  | 2    | David Coulthard       | McLaren-Mercedes   | 45    | +21.168      | 1     | 4      |
| 4  | 10   | Jenson Button         | Williams-BMW       | 45    | +22.685      | 16    | 3      |
| 5  | 17   | Mika Salo             | Sauber-Petronas    | 45    | +27.112      | 15    | 2      |
| 6  | 18   | Pedro de la Rosa      | Arrows-Supertec    | 45    | +29.080      | 5     | 1      |
| 7  | 9    | Ralf Schumacher       | Williams-BMW       | 45    | +30.898      | 14    |        |
| 8  | 22   | Jacques Villeneuve    | BAR-Honda          | 45    | +47.537      | 9     |        |
| 9  | 6    | Jarno Trulli          | Jordan-Mugen-Honda | 45    | +50.901      | 6     |        |
| 10 | 7    | Eddie Irvine          | Jaguar-Cosworth    | 45    | +1:19.664    | 10    |        |
| 11 | 21   | Gaston Mazzacane      | Minardi-Fondmetal  | 45    | +1:29.504    | 21    |        |
| 12 | 15   | Nick Heidfeld         | Prost-Peugeot      | 40    | Generátor    | 13    |        |
| Ki | 5    | Heinz-Harald Frentzen | Jordan-Mugen-Honda | 39    | Váltó        | 17    |        |
| Ki | 19   | Jos Verstappen        | Arrows-Supertec    | 39    | Kicsúszás    | 11    |        |
| Ki | 23   | Ricardo Zonta         | BAR-Honda          | 37    | Kicsúszás    | 12    |        |
| Ki | 20   | Marc Gené             | Minardi-Fondmetal  | 33    | Motor        | 22    |        |
| Ki | 12   | Alexander Wurz        | Benetton-Playlife  | 31    | Elektronika  | 7     |        |
| Ki | 16   | Pedro Diniz           | Sauber-Petronas    | 29    | Ütközés      | 19    |        |
| Ki | 14   | Jean Alesi            | Prost-Peugeot      | 29    | Ütközés      | 20    |        |
| Ki | 8    | Johnny Herbert        | Jaguar-Cosworth    | 12    | Váltó        | 8     |        |
| Ki | 3    | Michael Schumacher    | Ferrari            | 0     | Ütközés      | 2     |        |
| Ki | 11   | Giancarlo Fisichella  | Benetton-Playlife  | 0     | Ütközés      | 3     |        |

## A világbajnokság élmezőnyének állása a verseny után
| H  | Versenyzők           | Pont | H  | Konstruktőrök     | Pont |
| -- | -------------------- | ---- | -- | ----------------- | ---- |
| 1. | Michael Schumacher   | 56   | 1. | Ferrari           | 102  |
| 2. | David Coulthard      | 54   | 2. | McLaren-Mercedes  | 98   |
| 3. | Mika Häkkinen        | 54   | 3. | Williams-BMW      | 22   |
| 4. | Rubens Barrichello   | 46   | 4. | Benetton-Playlife | 18   |
| 5. | Giancarlo Fisichella | 18   | 5. | BAR-Honda         | 12   |

- Megjegyzés: A McLaren csapat nem kapta meg azt a 10 pontot, amit Häkkinen szerzett az osztrák nagydíjon, mert a finn autójának az adatrögzítőjéről hiányzott az egyik plomba.

## Statisztikák
Vezető helyen:
- Mika Häkkinen: 33 (1-25 / 28-35)
- David Coulthard: 2 (26-27)
- Rubens Barrichello:10 (36-45)

Rubens Barrichello 1. győzelme, 2. leggyorsabb köre, David Coulthard 10. pole-pozíciója.
- Ferrari 131. győzelme.